# 토마시 코우베크
토마시 코우베크(체코어: Tomáš Koubek, 1992년 8월 26일 ~ )는 현재 슬로반 리베레츠에서 활약하고 있는 체코의 축구 선수이다. 2015년 10월 그는 네덜란드와의 UEFA 유로 2016 예선 경기를 통해 체코 축구 국가대표팀으로도 데뷔했다.